# Nordisk stråsäckspinnare
Nordisk stråsäckspinnare (Proutia norvegica) är en fjärilsart som först beskrevs av Franciscus J.M. Heylaerts 1882.  Nordisk stråsäckspinnare ingår i släktet Proutia, och familjen säckspinnare. Arten är reproducerande i Sverige.